# Euscelidia pulchra
Euscelidia pulchra är en tvåvingeart som beskrevs av Dikow 2003. Euscelidia pulchra ingår i släktet Euscelidia och familjen rovflugor. Inga underarter finns listade i Catalogue of Life.